# Caenis kimminsis
Caenis kimminsis is een haft uit de familie Caenidae. De wetenschappelijke naam van de soort is voor het eerst geldig gepubliceerd in 1967 door Ali.
De soort komt voor in het Oriëntaals gebied.